# Manoel da Silva

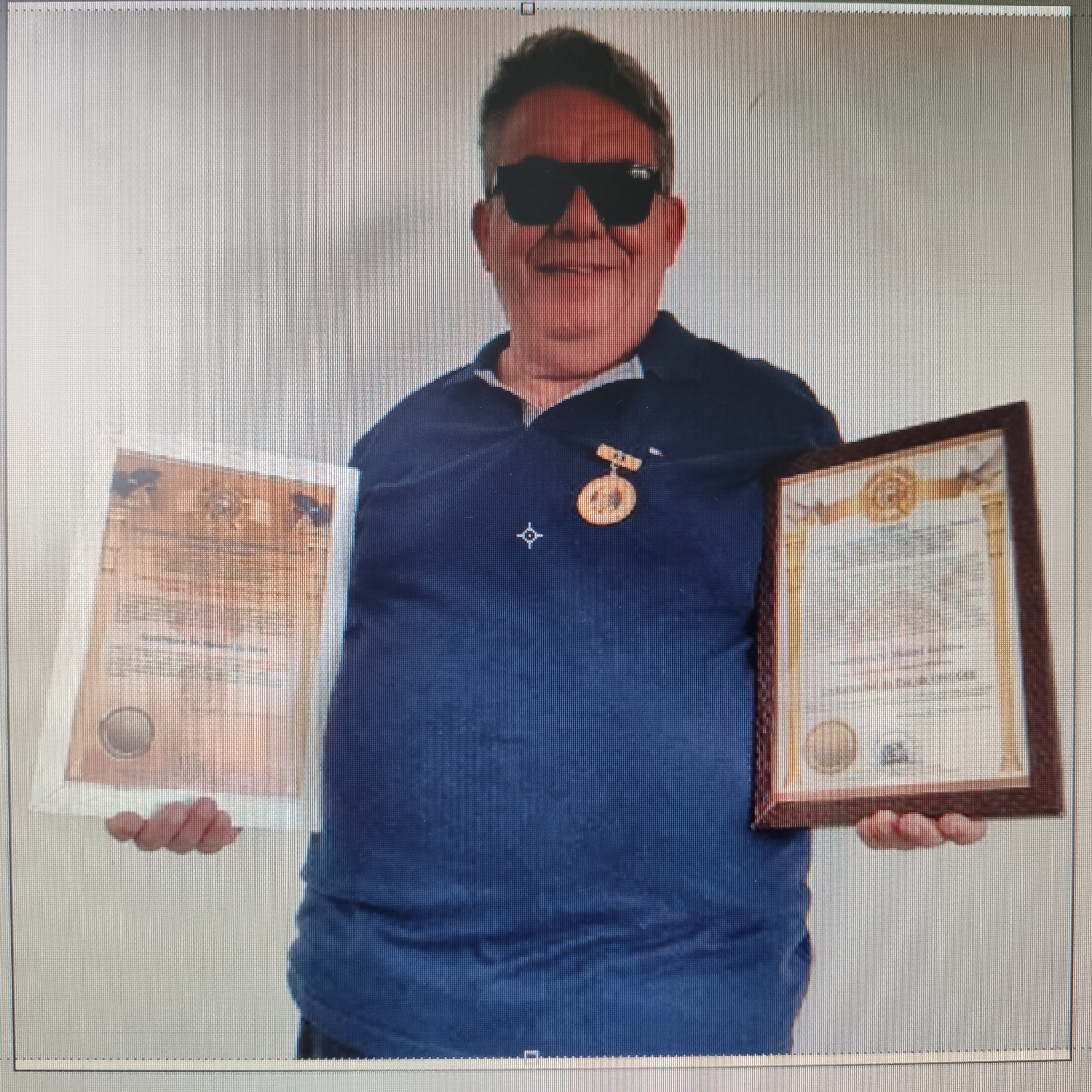
Manoel da Silva, Artista Plástico Criciumense.

Manoel da Silva, é um artista plástico, nascido em 27 de fevereiro de 1961, Criciúma, Santa Catarina, trabalhou 22 anos em mina de carvão, começou sua carreira de artista em 1997, influenciado por um programa de televisão, onde aprendeu a técnica da decoupagem. A partir de um acidente de uma de suas obras com vidro, criou uma nova técnica para suas obras, a Argamassa espatulada em 3d, essa técnica, lhe rendeu premiações em vários países. 
Conhecido artisticamente pela alcunha de "Él", o artista já recebeu o título de comendador e embaixador da paz da Organização Mundial dos Defensores dos Direitos Humanos (OMDDH). O criciumense também foi homenageado com a comenda internacional Diplomata Ruy Barbosa “O Águia de Haia”, em razão dos trabalhos desenvolvidos com reciclagem e o meio ambiente. Entre as várias honrarias recebidas, teve a moção de aplauso na Câmara de vereadores de Criciúma, que tem um lugar especial porque é muito importante quando o artista é reconhecido em sua terra. Manoel acredita que seu destaque acontece porque ele procura colocar nas obras a sua identidade e garante que a técnica por ele criada é única no mundo todo, o artista tem obras catalogadas em países como Alemanha, Áustria, França, Republica Tcheca,  entre outros.